# Сангалло, Джулиано да
Джулиано да Сангалло (итал. Giuliano da Sangallo), при рождении Джулиано Джамберти (итал. Giuliano Giamberti; 1445, Флоренция, Тоскана — 16 октября 1516, Флоренция) — итальянский архитектор, военный инженер и скульптор эпохи Возрождения флорентийской школы. Среди лучших последователей Филиппо Брунеллески и Леона Баттисты Альберти во второй половине XV века он был любимым архитектором Лоренцо Медичи Великолепного, а затем двух римских пап, Юлия II и Льва X, энтузиастом в изучении классических древностей, создателем произведений, ставших образцами архитектуры эпохи Возрождения, новатором в военном деле.

## Биография
Джулиано был сыном Франческо Джамберти ди Бартоло, резчика по дереву, придворного мастера семьи Медичи и, вероятно, также мастера-строителя. Его младший брат Антонио да Сангалло Старший (1455—1534) — архитектор и инженер; племянник — Антонио да Сангалло Младший (1484—1546), также архитектор, строитель Палаццо Фарнезе в Риме, другой племянник Джулиано — Бастиано да Сангалло (1481—1551) по прозванию Аристотель да Сангалло, архитектор и живописец один из помощников Микеланджело при росписи свода Сикстинской капеллы в Ватикане. Аристотель да Сангалло известен также тем, что строил по проекту Рафаэля Палаццо Пандольфини во Флоренции.
Сын Джулиано да Сангалло — скульптор Франческо да Сангалло(1494—1576). Джулиано, как и его младший брат Антонио, обучался в среде ремесленников, резчиков, каменщиков и скульпторов во Флоренции второй половины XV века.
Прозвание «Сангалло» происходит от наименования августинского монастыря во Флоренции у Ворот Сан-Галло ((итал. Porta San Gallo). Братья Джулиано и Антонио много лет жили за пределами ворот Сан-Галло и были строителями монастыря.
Джулиано был учеником Франчоне (Francione), плотника, резчика по дереву, краснодеревщика и мастера фортификации. Во время юношеского пребывания в Риме между 1465 и 1469 годами Джулиано изучал остатки античных сооружений, выработав привычку на протяжении всей своей жизни делать зарисовки, возможно, с целью написания архитектурного трактата.
С 1470 года братья Джулиано и Антонио работали архитекторами во Флоренции. Джулиано быстро стал любимым архитектором Лоренцо Медичи Великолепного, который в 1480 году поручил ему строительство виллы Поджо-а-Кайано, ставшей образцом итальянской виллы эпохи Возрождения.
Для Лоренцо он также проектировал постройки несохранившегося монастыря у ворот Ворот Сан-Галло ((итал. Porta San Gallo), сакристию базилики Санто-Спирито (1492) и, возможно, церковь Сан-Сальваторе-аль-Монте во Флоренции.
Джулиано да Сангалло, наследник и интерпретатор флорентийской архитектурной традиции, заложенной Филиппо Брунеллески, активно участвовал в формировании художественной культуры своего времени, разрабатывал и собственные новаторские решения на основе изучения античных построек. В 1488 году Лоренцо Медичи, преследуя политические цели, послал Джулиано в Неаполь, к королю Ферранте, с моделью дворца (проект не был осуществлён). К этому же периоду относятся проекты базилики Мадонны дель Умильта в Пистойе и не построенного здания на Виа Лаура. Лоренцо также поручил Джулиано различные фортификационные работы в рамках общего плана по укреплению обороны Флоренции. Он доверил ему проект новой крепости Поджо-Империале в Поджибонси (Тоскана, 1488—1511).
Лоренцо Медичи скончался в 1492 году, в 1494 году семью Медичи изгнали из Флоренции. Джулиано, посвятив себя постройке церкви Санта-Мария-делле-Карчери в Прато (1484—1495), покинул Флоренцию.
В 1492 году по поручению Пьеро де Медичи он был в Милане, где встречался с Леонардо да Винчи и Браманте, чтобы представить модель виллы Поджо-а-Кайано и, возможно, нового дворца для Лoдовико иль Моро. В 1494 году он отправился во Францию.
Между 1495 и 1497 годами Джулиано проживал в Савоне (Лигурия), строил дворец кардинала Джулиано делла Ровере (будущего папы Юлия II). Затем он отправился в Прованс, делал зарисовки руин древнеримских сооружений: Триумфальной арки и театра в Оранже. Он также работал в Сиене, а между 1499 и 1500 годами отправился в Лорето, чтобы позаботиться о куполе святилища «Святого Дома» итал. Basilica della Santa Casa).
Когда на папский престол вступил Юлий II, Джулиано да Сангалло, трудившийся при Александре VI над устройством деревянного потолка в базилике Санта-Мария-Маджоре, оскорбившись тем, что новый папа возложил дальнейшее строительство собора Святого Петра не на него, а на Браманте, покинул Рим. После смерти Браманте в 1514 году Юлий II вызвал Сангалло обратно и поручил ему сооружение Палаццо Мальяно, а также привлёк его к постройке Собора Святого Петра, но совместно с Рафаэлем, поэтому Джулиано снова уехал во Тоскану и занялся возведением укреплений города Пизы. При папе Льве Х он опять явился в Рим, чтобы руководить работами по возведению собора Святого Петра, но был уже для этого слишком стар.
Оставаясь верным языку раннего Возрождения даже в эпоху «римского классицизма» начала XVI века, эпохи Рафаэля и Браманте, Джулиано да Сангалло оказался «вне времени», представителем устаревшей эстетики периода кватроченто.
Вернувшись во Флоренцию в 1515 году, он умер там на следующий год. Его последней работой следует считать проект фасада церкви Сан-Лоренцо, разработанный для конкурса, проведённого в 1516 году папой Львом X среди самых известных художников того времени.
Во Флоренции Джулиано построил много светских зданий, в которых переосмысливал композиционные идеи Брунеллески, Альберти и Микелоццо. Джулиано да Сангалло приписывают Палаццо делла Герардеска, Палаццо Кокки Серристори на площади Санта-Кроче (ранее считался построенным Баччо д’Аньоло), Палаццо Гонди (1490—1501), созданное по образцу Палаццо Медичи-Риккарди. Он также участвовал в разработке проекта Палаццо Строцци, для которого подготовил макет, но мы не знаем, соответствует ли он окончательному проекту, поскольку Сангалло не участвовал в строительстве. Устройство кьостро монастыря Сан-Пьетро-ин-Винколи, которое приписал архитектору Дж. Вазари, «опровергается договорами того времени».

## Основные постройки
- Палаццо делла Ровере. Деталь фасада. 1495—1497. Савона
- Палаццо Гонди. Главный фасад. 1490—1501. Флоренция
- Палаццо Строцци. Макет. 1489. Палаццо Строцци, Флоренция
- Базилика делла Санта-Каза. Купол. 1499—1500. Лорето
- Вилла Медичи в Поджо-а-Кайано. 1485—1492
- Церковь Санта-Мария-делле-Карчери в Прато. 1484—1495
- Церковь Санта-Мария-Маддалена де Пацци. 1492—1500. Флоренция